# تپه مازو آیش
تپه مازو آیش مربوط به دوران‌های تاریخی پس از اسلام است و در شهرستان کردکوی، جنوب شهرک صنعتی امام خمینی واقع شده و این اثر در تاریخ ۱۰ بهمن ۱۳۸۳ با شمارهٔ ثبت ۱۱۳۲۳ به‌عنوان یکی از آثار ملی ایران به ثبت رسیده است.